# Parafia Wszystkich Świętych w Zarzeczu
Parafia pod wezwaniem Wszystkich Świętych w Zarzeczu – parafia rzymskokatolicka znajdująca się w Zarzeczu. Należy do dekanatu Łodygowice diecezji bielsko-żywieckiej. Erygowana w 1964.